# Penisola Hallett
La penisola Hallett è una penisola di forma triangolare situata nella regione nord-occidentale della Dipendenza di Ross, in Antartide. In particolare, la penisola, che raggiunge una lunghezza in direzione nord/sud di 37 km, estendosi da capo Hallett, a nord, a capo Wheatstone, a sud, è situata sulla costa di Borchgrevink, proprio di fronte all'estremità sud-orientale dei monti dell'Ammiragliato a cui è collegata da una stretta cresta montuosa, ed è delimitata, a ovest, dall'insenatura Edisto, a est, dal Mare di Ross, e, a sud, dall'insenatura di Tucker.
La penisola raggiunge un'altezza di 1770 m s.l.m. e, mentre sulla sua costa occidentale sono presenti diverse baie occupate da ghiacciai, come l'Arneb, il Bridgman e il Bornmann, la sua costa orientale è invece dominata dalle scogliere Cotter, alte fino a 1.500 m.
All'estremità settentrionale della penisola, in prossimità di capo Hallett, è stata presente la stazione di ricerca permanente  Hallett; gestita dagli Stati Uniti d'America e dalla Nuova Zelanda, la base è stata attiva dal 1957 al 1964 in maniera permanentemente e dal 1964 al 1973 solo nel periodo estivo.

## Storia
La penisola Hallett è stata scoperta nel febbraio 1841 dal capitano James Clark Ross. Essa è poi stata mappata interamente per la prima volta dallo United States Geological Survey grazie a fotografie scattate dalla marina militare statunitense (USN) durante ricognizioni aeree e terrestri effettuate nel periodo 1960-62, e così battezzata da membri della spedizione neozelandese di ricognizione geologica in Antartide svolta nel 1957-58, in associazione con la sopraccitata base Hallett.